# Pristimantis minutulus
Pristimantis minutulus es una especie de anfibio anuro de la familia Craugastoridae.
Es endémica del centro de Perú.